# آشا د ووس
آشا د ووس (انگلیسی: Asha de Vos؛ زادهٔ ۱۹۷۹ (۴۵–۴۶ سال)) دانشمند در زمینه زیست‌شناسی دریا اهل سری‌لانکا است.
وی همچنین برندهٔ جوایزی همچون ۱۰۰ زن بی‌بی‌سی شده‌است.